# 올림픽 키리바시 선수단
올림픽 키리바시 선수단은 키리바시 대표로 올림픽에 참가하는 선수단이다. 섬나라 키리바시는 2004년 하계 올림픽에 처음으로 참가했다. 그 이후로 매년 하계 올림픽에 출전했지만 아직 동계 올림픽에는 참가하지 않았다.
1998년 처음으로 영연방 게임에 참가한 후 키리바시는 국제 올림픽 위원회(IOC) 회원 자격을 얻기 위해 노력하기 시작했다. 2003년 프라하에서 열린 IOC 회의에서 키리바시는 조직에 승인되었고 2004년 하계 올림픽에 참가할 예정이었다. 국가 이름은 개막식 동안 프랑스어, 영어, 그리스어 등 세 가지 언어 모두에서 관리들이 눈에 띄게 잘못 발음했다. 대표단은 역도 선수 메아 토마스(Meamea Thomas)와 단거리 선수 카키아나코 나리키(Kakianako Nariki, 키리바시 최초의 올림픽 참가자) 및 카이티나노 음웨아타(Kaitinano Mwemweata)로 구성되었다.